# Busto de Giovanni Battista Santoni
O Busto de Giovanni Battista Santoni é um retrato escultural feito pelo artista italiano Gian Lorenzo Bernini. Acredita-se que seja um dos primeiros trabalhos de Bernini. O busto faz parte de um túmulo feito para Santoni, que foi mordomo do Papa Sisto V de 1590 a 1592. A escultura foi feita em algum momento entre 1613 e 1616, embora alguns, como Filippo Baldinucci, tenham datado a obra como feita em 1609 (quando Bernini tinha apenas dez anos de idade). A escultura encontra-se em seu formato original na igreja de Santa Prassede, em Roma.

## Sobre Santoni
Em 1568, Santoni foi consagrado Bispo de Alife. Em 1586, foi nomeado bispo de Tricarico. Em 1590, logo após a ascensão ao trono papal, o Papa Sisto V nomeou Santoni seu mordomo. Dois anos mais tarde, em 1592, Santoni morreu. Em 1610, seu sobrinho foi nomeado para o bispado. Nesta mesma época, o mesmo encomendou o retrato póstumo de seu tio.

## Descrição
O busto de mármore em tamanho natural é formado por um quadro oval com molduras maneiristas, tudo isto entre um frontão quebrado. O quadro abaixo do busto é ornamentado por três querubins, também criados por Bernini. Acredita-se que estes querubins podem ter servido como moldes para as primeiras estátuas mitológicas do artista de putti.